# بخش واشینگتن (شهرستان پالینگ، اوهایو)
بخش واشینگتن (به انگلیسی: Washington Township) یک منطقهٔ مسکونی در ایالات متحده آمریکا است که در شهرستان پولدینگ، اوهایو واقع شده‌است.
 بخش واشینگتن ۹۰٫۸ کیلومتر مربع مساحت و ۷۸۹ نفر جمعیت دارد و ۲۱۷ متر بالاتر از سطح دریا واقع شده‌است.